# 细秆羊胡子草
细稈羊胡子草（学名：Eriophorum gracile）为莎草科羊胡子草属下的一个种。